# Autokanibalizm

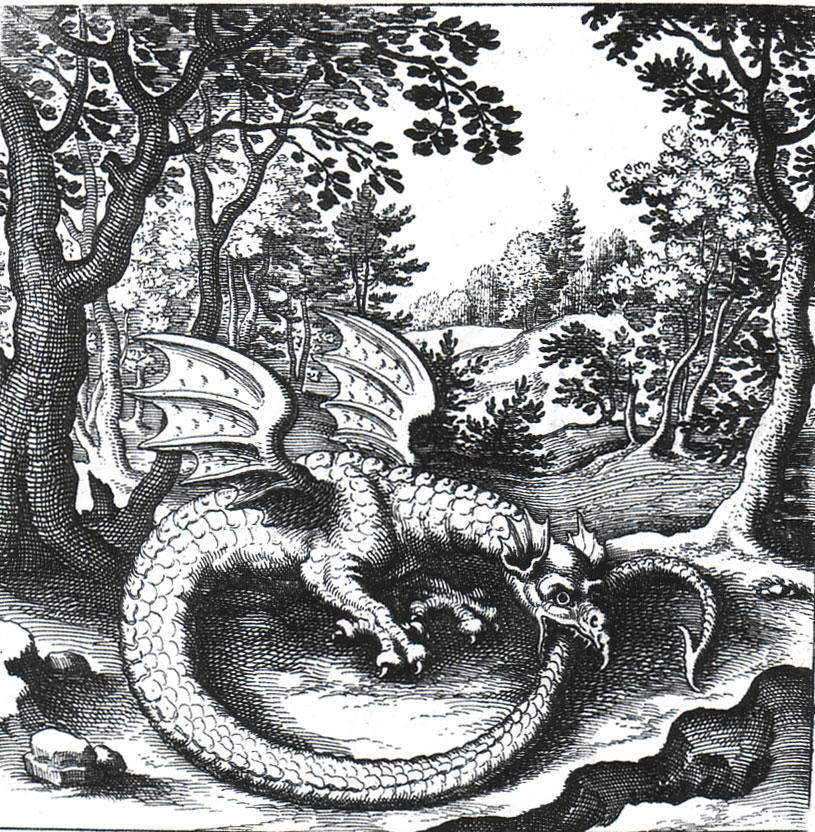
Starożytny Uroboros zjadający własny ogon.

Autokanibalizm – praktyka zjadania własnego ciała. Forma kanibalizmu.

## Autokanibalizm wśród ludzi
Niektórzy ludzie uprawiają autokanibalizm jako ekstremalną formę modyfikacji ciała, np. przez zjadanie własnej skóry.
W latach po przewrocie na Haiti znane są przypadki przymuszania ludzi do jedzenia własnych części ciała. Natomiast w latach 90. XX wieku padały oskarżenia o zmuszanie młodych ludzi w Sudanie do zjadania własnych uszu. Oba przypadki związane były z konfliktem toczącym się na tych terenach i były formą znęcania się i terroryzowania ludności.
Praktyki autokanibalistyczne zawiera także historia Bernda Jürgena Armando Brandesa, który zjadł część swojego penisa, zanim osłabiony stracił przytomność i został zabity, a następnie zjedzony kawałek po kawałku przez Armina Meiwesa.

## Autokanibalizm w kulturze
Współczesny horror autorstwa Grahama Mastertona pt. Rytuał, opowiada o praktykach autokanibalistycznych o podłożu religijnym. Zjadanie siebie oznacza tu przynależność do sekty.